# Yvon Pinard
Yvon Pinard PC (* 10. Oktober 1940 in Drummondville, Québec) ist ein kanadischer Jurist und Politiker der Liberalen Partei Kanadas, der mehrere Jahre Abgeordneter des Unterhauses sowie Richter am Bundesgerichtshof (Federal Court of Canada) und am Appellationsgerichtshof des Kriegsgerichtshofes (Court Martial Appeal Court of Canada).

## Leben
Nach dem Schulbesuch absolvierte Pinard ein Studium, das er mit einem Bachelor of Arts (B.A.) beendete. Im Anschluss begann er ein Studium der Rechtswissenschaften an der Université de Sherbrooke, schloss dieses mit einem Licenciate of Laws (LL.L.) 1964 ab und nahm im Anschluss eine Tätigkeit als Rechtsanwalt auf.
Bei der Unterhauswahl vom 8. Juli 1974 wurde er als Kandidat der Liberalen Partei erstmals zum Abgeordneten in das Unterhaus gewählt, in dem er bis zu seinem Mandatsverzicht am 29. Juni 1984 den Wahlkreis Drummond vertrat. Zu Beginn seiner Parlamentszugehörigkeit war Pinard zwischen dem 30. September 1974 und dem 17. Oktober 1977 Vize-Vorsitzender der Ständigen Unterhausausschusses für Justiz und Rechtsangelegenheiten. Am 1. Oktober 1977 übernahm er sein erstes Regierungsamt und war bis zum 26. März 1979 Parlamentarischer Sekretär beim Präsidenten des Kronrates sowie zugleich zwischen Oktober 1977 und April 1978 stellvertretender Führer der Regierungsmehrheit im Unterhaus (Deputy Leader of the Government in the House of Commons). In dieser Funktion war er auch Vize-Vorsitzender der Fraktion der Liberalen Partei.
Nach dem erneuten Wahlsieg der Liberalen Partei bei der Wahl vom 18. Februar 1980 wurde Pinard am 3. März 1980 von Premierminister Pierre Trudeau in das 22. kanadische Kabinett berufen und war bis zum Ende von Trudeaus Amtszeit am 29. Juni 1984 selbst Präsident des Kronrates sowie als solcher zeitgleich Führer der Regierungsmehrheit im Unterhaus (Leader of the Government in the House of Commons). In dieser Funktion war er darüber hinaus auch Vorsitzender der Fraktion der Liberalen Partei im Unterhaus.
Nach seinem Ausscheiden aus Regierung und Unterhaus wurde Pinard Richter in der Kammer für Strafverfahren (Trial Division) des Bundesgerichtshofes (Federal Court of Canada) sowie am Appellationsgerichtshof des Kriegsgerichtshofes (Court Martial Appeal Court of Canada).